# Велингъигол
Велингъигол (устар. Велин-Игол) — река в России, протекает по территории Нижневартовского района Ханты-Мансийского АО. Устье реки находится в 13 км по левому берегу реки Санкилёкъигол. Длина реки — 12 км.

## Данные водного реестра
По данным государственного водного реестра России относится к Верхнеобскому бассейновому округу, водохозяйственный участок реки — Вах, речной подбассейн реки — бассейн притоков (Верхней) Оби от Васюгана до Ваха. Речной бассейн реки — (Верхняя) Обь до впадения Иртыша.
Код объекта в государственном водном реестре — 13011000112115200039788.